# Julie Hesmondhalgh

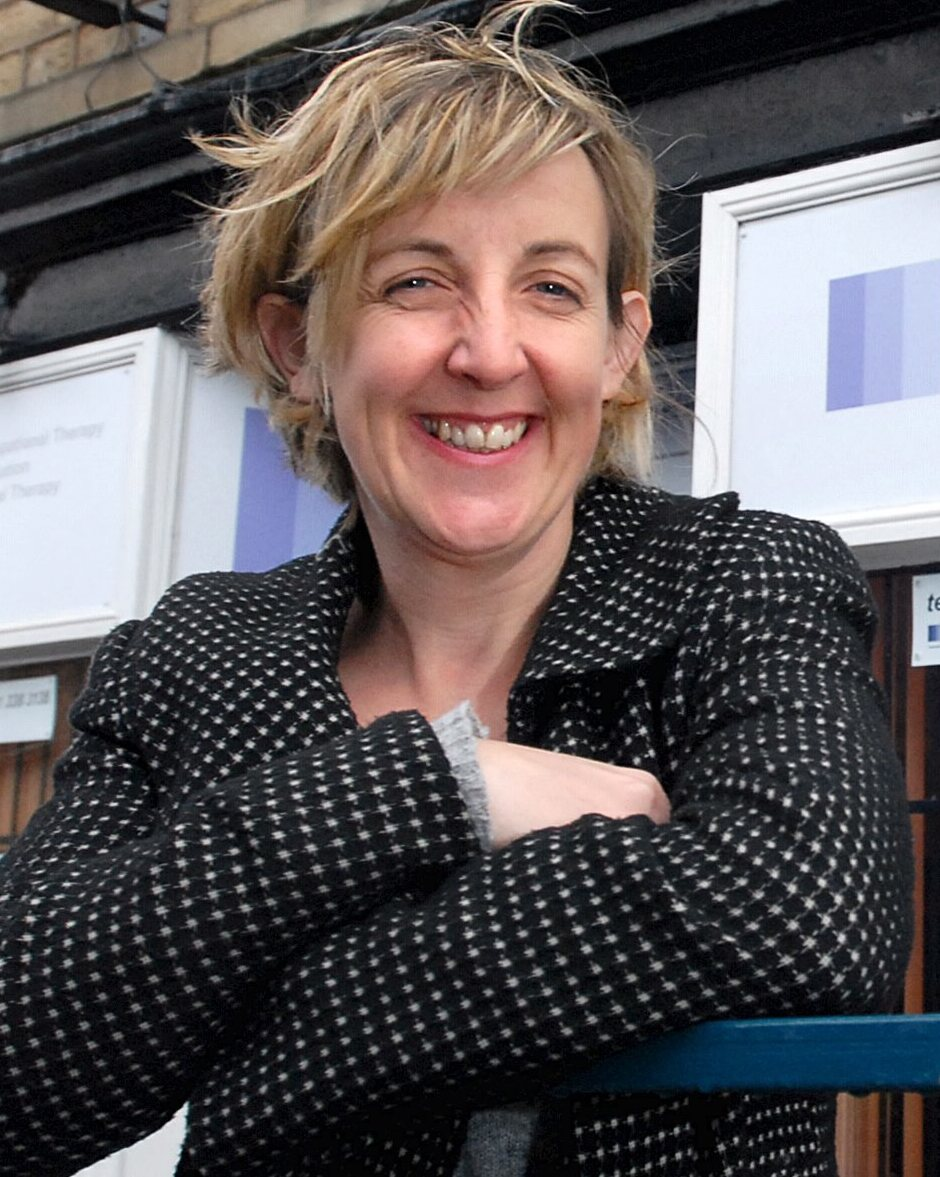
Julie Hesmondhalgh (2008)

Julie Claire Hesmondhalgh (* 25. Februar 1970 in Accrington) ist eine britische Schauspielerin. Sie ist hauptsächlich bekannt für ihre Rolle in der Seifenoper Coronation Street, die sie sechzehn Jahre lang gespielt hat.

## Persönliches
Hesmondhalgh hat einen sieben Jahre älteren Bruder, der in Oxford studierte und Professor an der University of Leeds ist. Sie stammt aus Accrington im Borough Hyndburn der englischen Grafschaft Lancashire und wuchs im Nachbarort Church auf. Beide Eltern waren Büroangestellte der Arbeiterklasse. Sie besuchte die Ernest Street Baptistenkirche und Moorhead Mädchen-Hochschule (heute unter dem Namen Accrington Academy) und das Accrington and Rossendale College. 1988 mit 18 Jahren ging sie zur London Academy of Music and Dramatic Art.
Sie ist verheiratet mit dem Schauspieler Ian Kershaw und hat mit ihm zwei Töchter. 2013 verstarb ihr Vater nach einem Kampf mit Parkinson.
Hesmondhalgh ist Mitglied der Labour Party und unterstützte öffentlich Jeremy Corbyn bei der Wahl zum Parteivorsitzenden 2015 und der Unterhauswahl 2017.

## Karriere
Nach wenigen ersten Fernsehrollen ab 1994 erhielt Hesmondhalgh in der Seifenoper Coronation Street die Rolle der Transgender-Frau Hayley Patterson, die sie ab Januar 1998 – mit zwei jeweils einjährigen Unterbrechungen 2001 zur Geburt ihrer ersten Tochter und 2007 – bis Januar 2014 spielte. Hayleys einzige romantische Beziehung war mit Roy Cropper, der Rolle von David Neilson, die bis zu ihrem Ausstieg hielt. Die Figuren heirateten 1999 in einer inoffiziellen Zeremonie und 2010 legal, als Hayleys Geburtsurkunde geändert wurde. Während ihrer Zeit in der Coronation Street spielte Hesmondhalgh keine andere Fernsehrolle, aber 2012 trat sie in dem Theaterstück Black Roses: The Killing of Sophie Lancaster als Mutter des titelgebenden Mordopfers auf. Dies inspirierte sie, weitere neue Projekte anzugehen, sodass sie 2013 ihren Ausstieg aus der Coronation Street verkündete. Ihre Figur schied letztlich in einer Storyline um das „Recht aufs Sterben“ aus, indem sie sich nach einem Kampf mit Bauchspeicheldrüsenkrebs selbst das Leben nahm. Hesmondhalgh gewann für ihre Rolle mehrere Auszeichnungen als Beste Schauspielerin und für die Beste Partnerschaft zusammen mit Neilson.
Ihre erste neue Fernsehrolle hatte sie 2015 in Russell T. Davies’ Cucumber. Im selben Jahr spielte sie erneut Sylvia Lancaster in einer Fernsehfilm-Adaption von Black Roses. Sowohl für das Stück 2013 wie auch für den Film 2015 erhielt sie jeweils eine Auszeichnung. Dem folgten Hauptrollen in den neuen Rollen von Happy Valley 2016 und Broadchurch 2017 als Vergewaltigungsopfer, für die sie für einen British Academy Television Award nominiert wurde. 2017 erhielt sie außerdem zwei Theaterpreise, einen Manchester Theatre Award für ihre Darstellung in dem Stück Wit und einen Stage Door Award für das von ihr 2015 mitgegründete Theaterkollektiv Take Back.
In den 2020ern erschien sie bislang etwa in den Fernsehserien The A Word, You & Me und Mr Bates vs The Post Office.

## Theaterauftritte
- 2012: Black Roses: The Killing of Sophie Lancaster (Royal Exchange Theatre, Manchester)
- 2014: Blindsided (Royal Exchange Theatre)
- 2014: God Bless the Child (Royal Court Theatre, London)
- 2015: These I Love (Gulliver’s, Manchester; One-Woman-Play)
- 2016: Wit (Royal Exchange Theatre)
- 2017: The Report (Royal Court Theatre)
- 2018: The Almighty Sometimes (Royal Exchange Theatre)
- 2019: Mutter Courage und ihre Kinder (Royal Exchange Theatre)

## Filmografie
- 1994: The Dwelling Place (Miniserie, 3 Episoden)
- 1994: Pat and Margaret (Fernsehfilm)
- 1994, 1997: The Bill (Fernsehserie, 2 Episoden)
- 1998: Dalziel und Pascoe – Mord in Yorkshire (Dalziel and Pascoe, Fernsehserie, 1 Episode)
- 1998–2014: Coronation Street (Fernsehserie, 1407 Episoden)
- 2009: Coronation Street: Roman Holiday (DVD-Film)
- 2010: Coronation Street: Tram Crash (Fernsehfilm)
- 2015: Cucumber (Fernsehserie, 8 Episoden)
- 2015: Banana (Fernsehserie, 1 Episode)
- 2015, 2024: Inside No. 9 (Fernsehserie, 1 Episode)
- 2015: Black Roses: The Killing of Sophie Lancaster (Fernsehfilm)
- 2016: Moving On (Fernsehserie, 1 Episode)
- 2016: Happy Valley – In einer kleinen Stadt (Happy Valley, Fernsehserie, 6 Episoden)
- 2017: Broadchurch (Fernsehserie, Staffel 3, 8 Episoden)
- 2018: Peterloo (Film)
- 2018: Pond Life (Film)
- 2018: Doctor Who (Fernsehserie, Episode 11x07)
- 2019: Catastrophe (Fernsehserie, 1 Episode)
- 2020: The Trouble with Maggie Cole (Fernsehserie, 6 Episoden)
- 2020: The A Word (Fernsehserie, 4 Episoden)
- 2021: The Pact (Fernsehserie, 6 Episoden)
- 2023: You & Me (Miniserie, 3 Episoden)
- 2024: Unschuldig – Mr. Bates gegen die Post (Mr Bates vs the Post Office, Miniserie)
- 2024: Alma’s Not Normal (Fernsehserie, 2 Episoden)

## Auszeichnungen und Nominierungen

### Fernsehen
für Coronation Street als Hayley Cropper
- British Soap Awards
  - 1999: Nominierung als Beste Schauspielerin
  - 1999: Nominierung für die Beste Storyline
  - 1999: Auszeichnung für die Beste Partnerschaft, mit David Neilson
  - 2004: Auszeichnung für die Beste Partnerschaft, mit David Neilson
  - 2014: Auszeichnung für die Beste Partnerschaft, mit David Neilson
  - 2014: Auszeichnung als Beste Schauspielerin
- National Television Awards
  - 1999: Nominierung als Beliebteste Schauspielerin
  - 2014: Auszeichnung für die Beste Darstellung in einem Seriendrama
- 2013 Royal Television Society: Auszeichnung für die Beste Darstellung in einem Seriendrama

Weitere:
- 2015 Royal Television Society: Auszeichnung für die Beste weibliche Leistung in Black Roses: The Killing of Sophie Lancaster
- 2018 British Academy Television Awards: Nominierung als Beste Nebendarstellerin in Broadchurch

### Theater
- Manchester Theatre Awards
  - 2013: Auszeichnung für die Beste Studio-Performance in Black Roses: The Killing of Sophie Lancaster
  - 2017: Auszeichnung als Beste Hauptdarstellerin in Wit

### Anderes
2015 wurde Hesmondhalgh vom Hyndburn Council als Freeman of the Borough geehrt.

## Bibliografie
- 2019: A Working Diary, Methuen Drama, ISBN 978-1350025691
- 2023: An Actor's Alphabet: An A to Z of Some Stuff I've Learnt and Some Stuff I'm Still Learning, Nick Hern Books, ISBN 978-1839041211